# Aurad, Jevargi
Aurad là một làng thuộc tehsil Jevargi, huyện Gulbarga, bang Karnataka, Ấn Độ.